# Anna oświęcimska
Anna oświęcimska (ur. 1366(76), zm. przed 1454) –  księżna oświęcimska, córka Jana II oświęcimskiego i Jadwigi brzeskiej, córki księcia brzeskiego Ludwika I. 
Anna była siostrą  Katarzyny i Jana III oświęcimskiego. Wyszła za mąż za Putę II z Czastolowic (zm. 1397), czeskiego możnowładcę, zarządcę Ząbkowic Śląskich.